# Taji (Jabung)
Taji is een bestuurslaag in het regentschap Malang van de provincie Oost-Java, Indonesië. Taji telt 1236 inwoners (volkstelling 2010).